# 마리옹 조스랑
마리옹 조스랑(프랑스어: Marion Josserand, 1986년 10월 6일~)은 프랑스의 전직 프리스타일 스키 선수로 주 종목은 스키크로스이다. 올림픽에 2회 참가했으며 2010년 동계 올림픽에서 여자 스키크로스 동메달을 획득했다.